# Te Korowhakaunu / Kanáris Sound
Der Te Korowhakaunu / Kanáris Sound ist ein als Fjord zu bezeichnender Meeresarm auf der Südinsel von Neuseeland.

## Geographie
Der rund 10,3 km lange Te Korowhakaunu / Kanáris Sound befindet sich rund 76 km westnordwestlich von Tuatapere an der Südwestküste der Südinsel. Der Sound, der sich nach Osten hin in die beiden Arme Islet Cove und Cliff Cove aufteilt, besitzt eine Küstenlänge von rund 26 km und mist an seiner breitesten Stelle rund 2,94 km. Nordwestlich des rund 3,1 km breiten Eingangs zum Te Korowhakaunu / Kanáris Sound, in dem sich die kleine Inselgruppe Small Craft Harbour Islands befindet, liegt der Eingang zum Moana-whenua-pōuri / Edwardson Sound. Die maximale Tiefe des Sound liegt bei 323 m. Die den Te Korowhakaunu / Kanáris Sound umgebenden Berge erheben sich bis auf über 1000 m Höhe.
Zugang zur Tasmansee findet der Sound über das nach Süden führende Chalky Inlet und der anschließenden Eastern Passage.

## Geologie
Der Te Korowhakaunu / Kanáris Sound ist im klassischen Sinne ein Fjord, der wie alle Fjorde im Südwesten der Südinsel auch, einerseits durch Gletscherbewegungen der letzten Kaltzeit entstanden ist und andererseits durch die Überflutung des Tals durch den ansteigenden Meeresspiegel gebildet wurde. Die Bezeichnung Sound kam durch die ersten europäischen Siedler und Seefahrer, die zahlreiche Täler in der Region Fiordland als Sounds bezeichneten, eine Benennung, die eigentlich nur für die von der Seeseite her geflutete Flusstäler verwendet wird, so wie die Sounds in den Marlborough Sounds im Norden der Südinsel. Die Seefahrer, zumeist englischer oder walisischer Herkunft, kannten von ihrer Heimat her keine Fjorde und so verwendeten sie für die Meeresarme die ihnen bekannten Bezeichnungen, die später auch nicht mehr korrigiert wurden.